# 蒸發氣體球
蒸發氣體球或EGG是位於外太空的氫氣區，大小約為100天文單位，這些氫氣為其籠罩的氣體遮蔽了電離紫外線。被蒸發氣體球保護著的氣體濃稠區域有利於恆星的誕生。哈伯太空望遠鏡在1995年拍攝的鷹星雲中創生之柱的照片，首次確認了蒸發氣體球的存在。
EGG可能是原恆星的前身。EGG內部的氣體塵埃密度比周圍的塵埃雲高。當EGG從周圍的雲氣中持續地吸取氣體時，引力使得EGG更為緊密。當球的密度增加時，在外層的重壓下，也會變得更熱，原恆星便在EGG內形成。
原恆星的質量有可能太低，以致於不足以成為一顆恆星。若是如此，它會變成一顆棕矮星。如果原恆星有足夠的質量，密度就能達到臨界水準，也就是說中心溫度可達到一千萬K，而核反應開始將氫融合成氦，釋放出大量的能量，原恆星就會成為一顆恆星，進入赫羅圖上的主序列。

## 外部連結
- Hubble sees stars and a stripe in celestial fireworks （页面存档备份，存于） — ESA/NASA Image, July 1, 2008
- Embryonic Stars Emerge from Interstellar "Eggs" （页面存档备份，存于）, HubbleSite, Nov. 2, 1995
- http://hubblesite.org/newscenter/archive/releases/1995/44/text/ （页面存档备份，存于）  Hubble site
- http://apod.nasa.gov/apod/image/1207/pillars6_hst_1518.jpg （页面存档备份，存于） NASA APODly 2012
- http://www.msnbc.msn.com/id/17467408/ns/technology_and_science-space/t/suns-baby-twin-spotted-pillars-creation/#.UA0slGGe5uoNBCNews （页面存档备份，存于） Space,   3/5/2007